# جشنواره بین‌المللی فیلم موناکو
جشنواره بین‌المللی فیلم موناکو (انگلیسی: Monaco International Film Festival) یک جشنواره بین‌المللی سالانه فیلم با علاقه ویژه است که در موناکو برگزار می‌شود. این فستیوال یک سازمان غیرانتفاعی است که در دسامبر سال ۲۰۰۳ تشکیل و توسط رزانا گلدن و دین بنتلی تأسیس شد. این جشنواره بر روی فیلم‌های بدون خشونت، نمایش فیلم‌ها و تولیدات کلی از سراسر جهان تمرکز دارد و جوایز در بسیاری از دسته‌ها اهدا می‌شود. از میهمانان برجسته این جشنواره می‌توان به دالایی لاما را اشاره کرد. جوایز جشنواره جایزه فیلم آنجل نامیده می‌شود.